# Motor Lancia V4
El Motor Lancia V4 es un tipo de propulsor de 4 cilindros en V para automóviles diseñado por el fabricante italiano Lancia entre los años 1920 y 1960. Lancia fue el primer fabricante en estrenar esta configuración de motor en 1922.

## Modelos

### Lambda
El Lancia Lambda fue el primer automóvil de turismo en montar un motor de 4 cilindros en V en 1922. Se montaron tres versiones de este motor, todos con la misma carrera 120 mm (4,72 pulgadas) y todos con un diseño SOHC con un único árbol de levas.
Motores:
| Cilindrada | Diámetro                 | Potencia                         |
| ---------- | ------------------------ | -------------------------------- |
| 2119 cc    | 75 mm (2,95 pulgadas)    | 49 HP (37 kilovatios) a 3250 rpm |
| 2370 cc    | 79,37 mm (3,12 pulgadas) | 59 HP (44 kilovatios) a 3250 rpm |
| 2568 cc    | 82,55 mm (3,25 pulgadas) | 69 HP (51 kilovatios) a 3500 rpm |

### Artena
El Lancia Artena estrenó una versión mejorada del motor V4 del Lambda. El diámetro era de 82,55 mm (3,25 pulgadas) como en la última versión del Lambda, pero la carrera fue reducida a 90 mm (3,54 pulgadas), para una cilindrada total de 1927 cc, 55 HP (41 kilovatios) a 4000 rpm.

### Augusta
Un nuevo motor V4 fue diseñado por Lancia para el Augusta. Fabricado desde 1934 hasta 1938, el Augusta tenía una cilindrada de 1196 cc con 69,85 mm (2,75 pulgadas) de diámetro y 78 mm (3,07 pulgadas) de carrera. Producía una potencia 35 HP (26 kilovatios) a 4000 rpm.

### Aprilia
El Lancia V4 fue nuevamente rediseñado para el Aprilia de 1936. La primera serie del Aprilia usó una versión de 1352 cc de cilindrada con 72 mm (2,83 pulgadas) de diámetro y 82 mm (3,23 pulgadas) de carrera. Desarrollaba una potencia de 47 HP (35 kilovatios) a 4300 rpm. Una segunda serie del Aprilia fue lanzada en 1939 montando una versión de 1486 cc del V4 con un diámetro de 74,61 mm (2,94 pulgadas) y una carrera de 85 mm (3,35 pulgadas), desarrollando una potencia máxima de 48 HP (36 kilovatios).

### Ardea
Un pequeño V4 fue desarrollado por Lancia para su modelo Ardea de 1939. Contaba con un ángulo muy estrecho de 20°, una cilindrada de 903 cc con 65 mm (2,56 pulgadas) de diámetro y 68 mm (2,68 pulgadas) para una potencia máxima de 28,8 HP (21 kilovatios).

### Appia
Después de la Segunda Guerra Mundial, Lancia volvía a montar motores V4, esta vez en el modelo Appia. Este motor contaba con una disposición en V estrecha de 10°, una cilindrada de 1090 cc y una potencia inicial de 38 HP (28 kilovatios), aumentada a 43 HP (32 kilovatios) en 1956 y luego a 48 HP (36 kilovatios) en 1959.

### Fulvia
La última serie del motor V4 de Lancia fue montado en Fulvia. Era un motor diseñado por Zaccone Mina, con un ángulo muy estrecho de 12° 53′ 28″ y fue montado en compartimiento delantero del coche en un ángulo de 45° con respecto al suelo. El motor es un diseño DOHC con doble árbol de levas, un árbol de levas que opera el funcionamiento de las válvulas de admisión y otro que opera las válvulas de escape. El ángulo muy estrecho de los cilindros permite el uso de una única cabeza de cilindro.
La cilindrada era inicialmente de solo 1091 cc con 59 HP (44 kilovatios) con un diámetro 72 mm (2,83 pulgadas) y carrera 67 mm (2,64 pulgadas). Poco después fue aumentada la relación de compresión a 9.0:1 y la instalación de doble carburadores Solex aumentando la potencia hasta los 71 HP (53 kilovatios). El motor se aumentaría su cilindrada hasta los 1216 cc para el modelo HF. Esto, y en algunos otros ajustes, lograron un incremento de potencia de 80 HP (60 kilovatios) a 88 HP (66 kilovatios).
Para 1967 el motor fue rediseñado con un ángulo entre bancadas ligeramente más estrecho (12° 45′ 28″) y un diámetro de cilindros más grande con 69,7 mm (2,74 pulgadas). Tres aumentos de cilindradas se llevarían a cabo con este motor rediseñado: 1199 cc con 74 mm (2,91 pulgadas) de diámetro, 1231 cc con 75 mm (2,95 pulgadas) de diámetro y 1298 cc con 77 mm (3,03 pulgadas) de diámetro. El motor en versión de 1298 cc fue producido en dos variantes, el tipo 818.302 capaz de producir 87 HP (65 kilovatios) a 6000 rpm y se ajustó a primera serie del Coupé, Sport y Berlina GTE Berlina y posteriormente a la segunda de la Berlina. El tipo de 818.303 era capaz de producir 92 HP (69 kilovatios) y se montó en la serie I del Cupé Rally S y Sport S. Para la segunda serie Coupé y Sport la potencia se redujo ligeramente a los 90 HP (67 kilovatios) a 6000 rpm. El motor en versión de 1199 cc era solo instalado en las Berlina vendidas en Grecia.
El motor fue nuevamente rediseñado por completo para el nuevo modelo 1.6 HF con un ángulo aún más estrecho (11° 20′de ahora) y ahora con 75 mm (2,95 pulgadas) de carrera combinada con un diámetro de 82 mm (3,23 pulgadas) que le daba una cilindrada total de 1584 cc, y una potencia incrementada desde los 115 HP (86 kilovatios) hasta 132 HP (98 kilovatios).